# Labranza (agricultura)

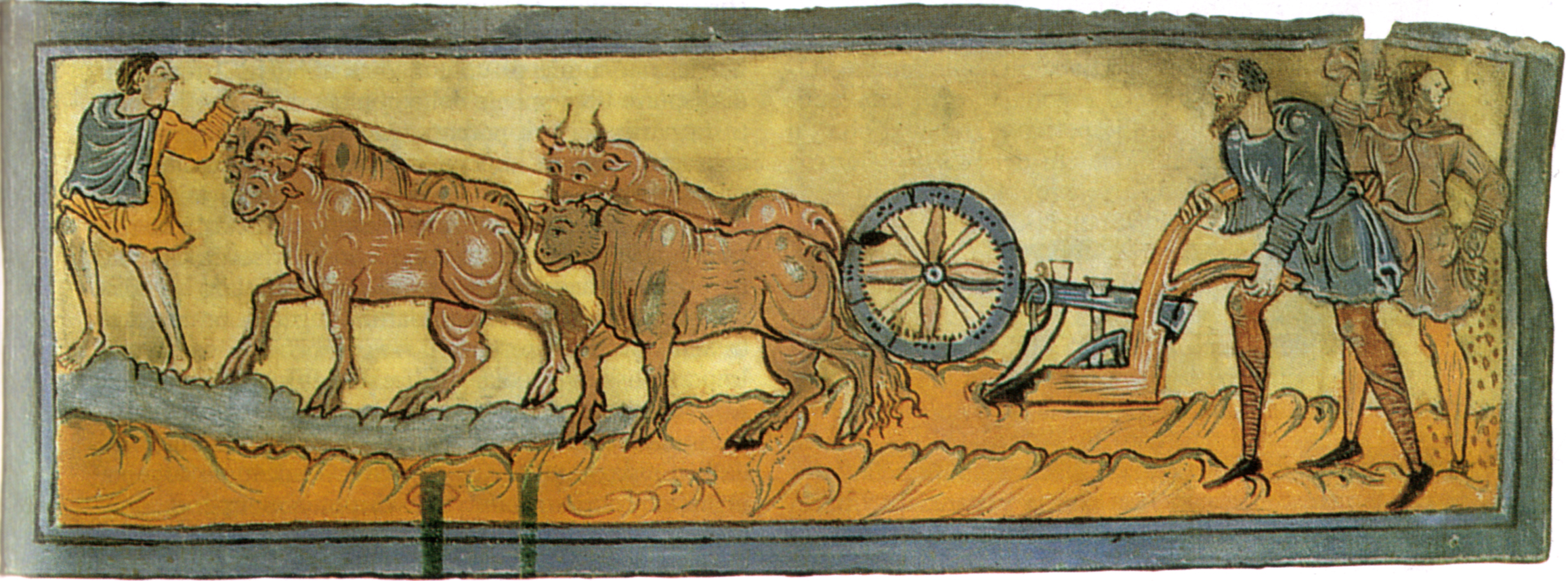
Calendario (l'aratura). Miniatura (ca. 1000), Cotton ms. Tiberius B. V., f. 3r., Londres, The British Library.

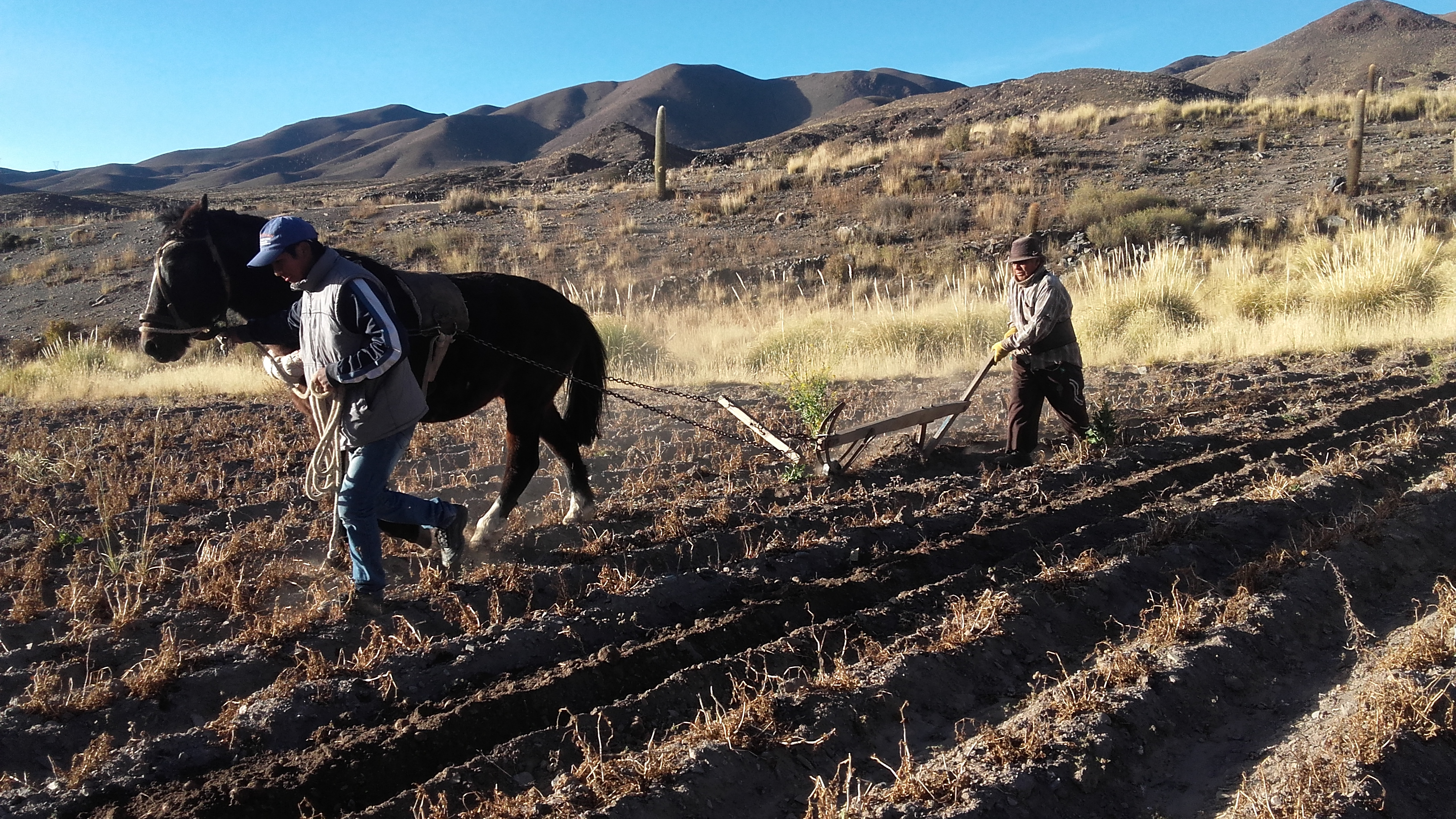
Arando tierras en la Quesera, Quebrada del Toro, Provincia de Salta.

La labranza es la operación de la agricultura que consiste en trazar surcos medianamente profundos en el suelo con una herramienta de mano o con un arado. La acción de labrar la tierra mediante un arado es referida como «arar». La palabra «labrar» deriva del latín laborāre, que tenía el significado genérico de trabajar.  
Entre las funciones de la labranza se encuentran facilitar la circulación del agua para un riego correcto, destruir las malas hierbas, hacer menos compacta la tierra adecuándola así para la siembra agrícola, mejorar la estructura y textura del suelo, evitar el encharcamiento provocado por altas precipitaciones pluviales y el uso como control biológico ya que los insectos y gusanos quedan a nivel superficial y vienen los depredadores a alimentarse de ellos. Arar la tierra varias veces, emparejando para formar superficie de plantación se da en lugares donde las condiciones climáticas no permiten preparar el suelo previamente como temperaturas bajas y lluvias.

## Evolución histórica de la labranza

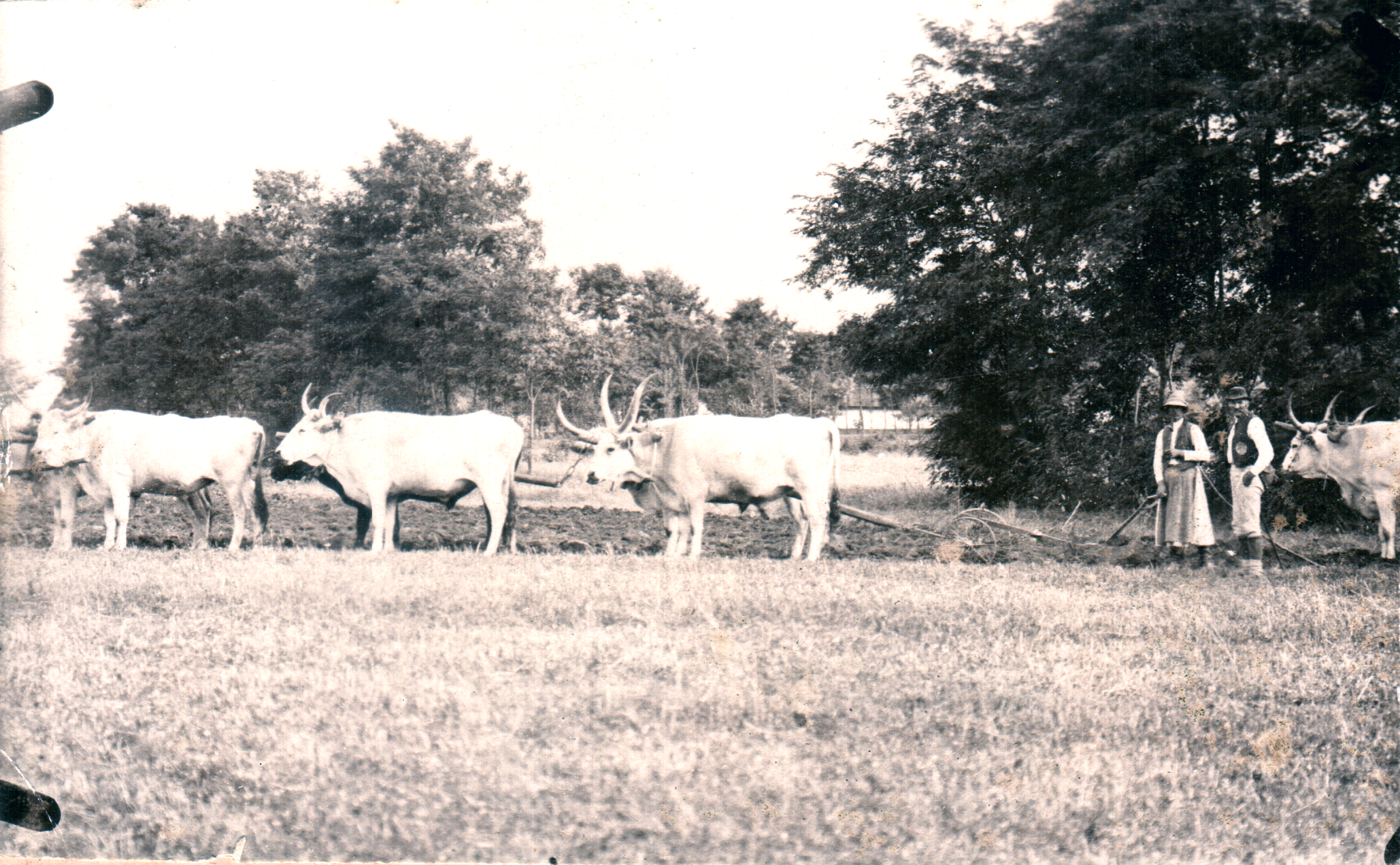
Labranza con ganado gris húngaro

La labranza se realizó primero a través del trabajo humano, a veces involucrando esclavos. Los animales con pezuñas también podrían usarse para labrar la tierra pisoteándola, además de los cerdos, cuyos instintos naturales son arraigar la tierra regularmente si se les permite. Entonces se inventó el arado de madera. Podría ser tirado con mano de obra humana, o por mula, buey, elefante, búfalo doméstico, o un animal robusto similar. Los caballos generalmente no son adecuados, aunque razas como el Clydesdale se criaron como animales de tiro.
A veces, la labranza puede requerir mucha mano de obra. Este aspecto se discute en el texto agronómico francés del siglo XVI escrito por Charles Estienne:
Una tierra cruda, áspera y dura es difícil de labrar, y no producirá grano ni ninguna otra cosa sin un gran trabajo, independientemente de las estaciones templadas en humedad y sequedad. ... debes trabajarlo de la manera más exquisita, rastrillarlo y abonarlo muy a menudo con una gran cantidad de estiércol, para que lo hagas mejor ... pero desead especialmente que no sean regados con lluvia, porque el agua es como veneno para ellos.
La popularidad de la labranza como técnica agrícola en los primeros tiempos modernos tuvo que ver con las teorías sobre la biología de las plantas propuestas por pensadores europeos. En 1731, el escritor inglés Jethro Tull publicó el libro "Horse-Hoeing Husbandry: An Essay on the Principles of Vegetation and Tillage", en el que argumentaba que era necesario pulverizar la tierra hasta convertirla en polvo fino para que las plantas pudieran hacer uso de ella. Tull creía que, dado que el agua, el aire y el calor claramente no eran la sustancia principal de una planta, las plantas estaban hechas de tierra y, por lo tanto, tenían que consumir pedazos muy pequeños de tierra como alimento. Tull escribió que cada labranza posterior del suelo aumentaría su fertilidad y que era imposible labrar demasiado el suelo. Sin embargo, la observación científica ha demostrado que lo contrario es cierto; la labranza hace que el suelo pierda las cualidades estructurales que permiten que las raíces de las plantas, el agua y los nutrientes penetren en él, acelera la pérdida del suelo por erosión y da como resultado la compactación del suelo.
El uso del arado romano, normalmente de madera y de tracción animal (bueyes o équidos) perduró hasta la mecanización agraria del siglo XX. A partir de entonces los arados mecánicos y los tractores permitieron arar la tierra con una mayor profundidad, algo que puede dar paso a procesos erosivos de pérdida del suelo.
El arado de acero permitió la agricultura en el Medio Oeste de Estados Unidos, donde las hierbas y rocas duras de las praderas causaban problemas. Poco después de 1900, se introdujo el tractor agrícola, que hizo posible la agricultura moderna a gran escala. Sin embargo, la destrucción de los pastos de la pradera y la labranza de la fértil capa superior del suelo del medio oeste estadounidense provocó el Dust Bowl, en el que el suelo fue arrastrado y convertido en tormentas de polvo que ennegrecieron el cielo. Esto provocó la reconsideración de las técnicas de labranza, pero en los Estados Unidos, a partir de 2019, todavía se pierden 3 billones de libras de suelo debido a la erosión y la adopción de técnicas mejoradas aún no está generalizada.
En la actualidad la tendencia es a labrar menos y aplicar técnicas como labrar perpendicularmente a la pendiente, con el objeto de reducir la erosión. El uso de herbicidas o de guadañadoras permite actualmente prescindir de las azadas para eliminar las malas hierbas. Estudios recientes demuestran que labrar sólo temporalmente aumenta la infiltración de agua y que el balance hídrico es más favorable si no se perturba la tierra. Además no labrar permite que los cultivos perennes tengan más raíces cerca de la superficie.
Trabajar el suelo para realizar sus siembras con el fin de obtener el alimento fue una de las primeras preocupaciones del hombre. Las primitivas herramientas fueron construidas toscamente de madera, hueso y piedras con las que se removía un pequeño surco. De esta manera, el área que se podía trabajar y sembrar era muy limitada.

## Técnicas de labranza

### Labranza convencional o tradicional
La  labranza convencional o tradicional es el laboreo del suelo anterior a la siembra con maquinaria (arados) que corta parcialmente los primeros 15 cm de suelo. El suelo se afloja, airea y mezcla, lo que facilita el ingreso de agua, la generalización de nutrientes, la reducción de plagas y malezas en superficie. Pero también se reduce rápidamente la cobertura de superficie, se aceleran los procesos de degradación de la materia orgánica y aumentan los riesgos de erosión. Generalmente, la labranza convencional implica más de una operación con corte e inversión del suelo.
En tratados de agronomía del siglo XVIII se reflejaba la labranza, por ejemplo para cultivos como el café.

### Labranza mínima o conservacionista
La labranza mínima o conservacionista implica el laboreo anterior a la siembra con un mínimo de pasadas de maquinaria anterior a su corte (rastrón, rastra doble, rastras de dientes, cultivador de campo). Se provoca la aireación del suelo, pero hay menor inversión y mezclado de este. Se aceleran los procesos de mineralización de nutrientes pero a menor ritmo que en el caso anterior. Quedan más residuos vegetales en superficie y anclados en la masa del suelo; por tanto, el riesgo de erosión es menor. 
Según la FAO, este tipo de método de labranza es uno de los métodos más eficaces para evitar la erosión del suelo. Estudios recientes muestran que la labranza mínima o conservacionista no produce necesariamente una mayor productividad en los cultivos, pero que bajo ciertas condiciones esta técnica puede incrementar los cultivos y minimizar sus impactos negativos si se combina con la retención de residuos orgánicos y la rotación de cultivos, especialmente en zonas secas o áridas.
Un estudio de investigadores chilenos analizó los efectos de este tipo de método en la retención de humedad en el suelo, obteniendo mayor retención de humedad en los suelos que no habían sido labrados.

### Labranza cero o siembra directa
La labranza cero o siembra directa es aquella donde no se laborea el suelo sino que se siembra directamente depositando la semilla en un corte vertical de pocos centímetros que se realiza con una cuchilla circular o zapata de corte. Una rueda compacta la semilla en el surco de siembra para permitir su contacto con el suelo húmedo. Esta técnica exige controlar las malezas con herbicidas antes de la siembra, y también fertilizar debido a que la mineralización natural de los nutrientes del suelo se torna muy lenta. Es el mejor sistema para evitar la erosión del suelo. Su mayor restricción radica en el uso de sustancias químicas que pueden contaminar las aguas, además en los últimos años se ha provocado una intensa compactacion que trajo aparejado problemas hídricos regionales causando inundaciones algunos de estos problemas se han podido visualizar en la provincias de Santa Fe y Buenos Aires, en Argentina.

### Agricultura de precisión
La agricultura de precisión tiene como propósito hacer el mejor uso de los insumos (productos agroquímicos, combustibles, semillas, etc.). Busca evitar una utilización excesiva en áreas de poco potencial y defectuosa en las de mayor productividad. Se basa en preparar mapas de aptitud y de rendimiento. Los primeros, de naturaleza estática, describen el potencial del campo en función de la topografía y la calidad del suelo (textura, profundidad, contenido de materia orgánica, nutrientes, etc). Los segundos se obtienen durante la cosecha mediante instrumental conectado a satélites que registra el rendimiento en grano de los lotes de manera instantánea y muy precisa. Con esa información, se puede controlar la dosificación de fertilizantes y hacer en virtud del potencial de los suelos y la geografía. Si la información espacial relevada de la cosechadora se integra a otros mapas indicativos de la presencia de malezas (particularmente las perennes), se puede guiar también la dosificación de productos químicos que combaten malezas y otras plagas.

## Efectos

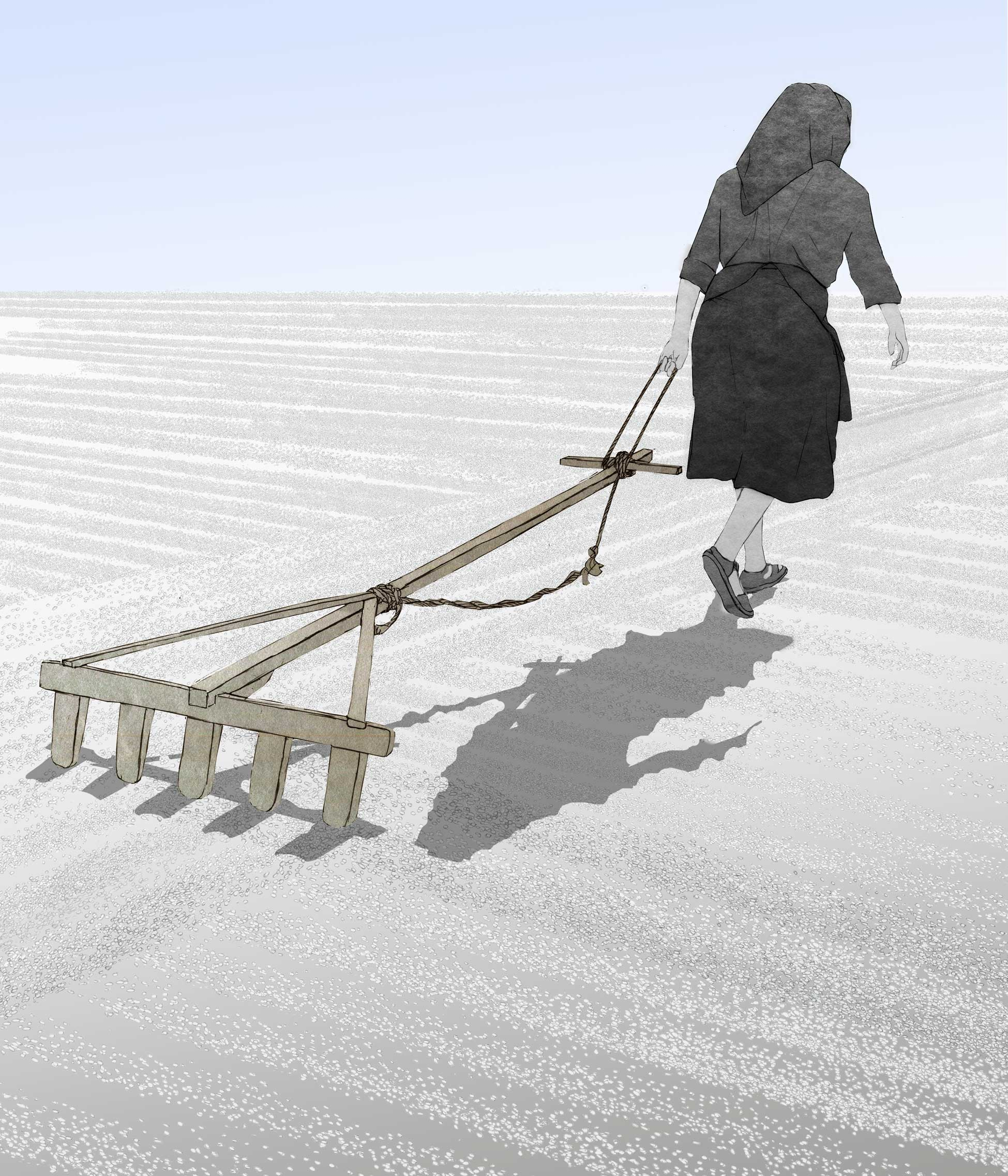
Labranza de arroz. Museo Valenciano de Etnología.

### Positivos
- Afloja y airea la capa superior del suelo u horizonte A, lo que facilita la plantación del cultivo.[10]
- Ayuda a mezclar residuos de cosecha, materia orgánica (humus) y nutrientes de manera uniforme en el suelo.[10]
- Destruye mecánicamente las malas hierbas.[10]
- En climas más húmedos, la labranza ayuda a mantener el suelo más seco.[10]
- Cuando se hace en otoño, ayuda a que el suelo expuesto se desmorone durante el invierno a través de la escarcha y la descongelación, lo que ayuda a preparar una superficie lisa para la siembra de primavera.[10]
- Puede reducir las infestaciones de babosas, gusanos cortadores, gusanos soldados e insectos dañinos, ya que son atraídos por los residuos sobrantes de cultivos anteriores.[11]
- Reduce el riesgo de enfermedades de los cultivos que pueden albergarse en los residuos superficiales.[11]

### Negativos
- Seca el suelo antes de sembrar.[12]

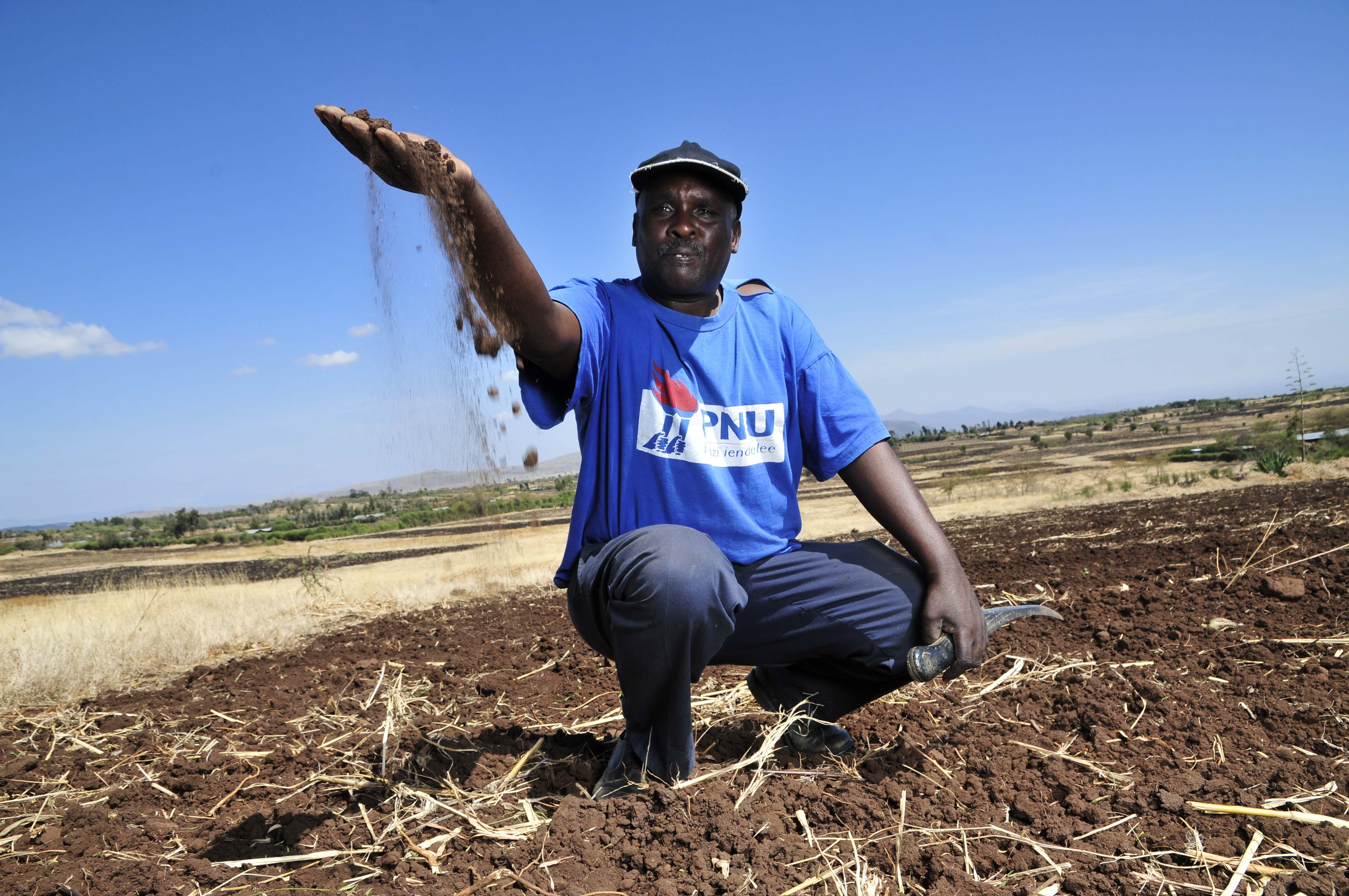
Un agricultor de Kenia sosteniendo tierra labrada

- El suelo pierde nutrientes, como nitrógeno y fertilizantes, y su capacidad para almacenar agua.[12]
- Disminuye la tasa de infiltración de agua del suelo. (Resulta en más escorrentía y erosión[12][13] ya que el suelo absorbe agua más lentamente que antes)
- Labrar el suelo da como resultado el desalojo de la cohesión de las partículas del suelo, induciendo así la erosión.
- Escorrentía química.[12]
- Reduce la materia orgánica en el suelo.[12]
- Reduce microbios, lombrices, hormigas, etc.[14]
- Destruye los agregados del suelo.[12][14]
- Compactación del suelo, también conocida como bandeja de labranza.[12][14]
- Eutrofización (escorrentía de nutrientes en un cuerpo de agua).

## Otras observaciones generales
- El tipo de apero es el que marca la mayor diferencia, aunque también pueden influir otros factores.[15]
- Labrar en absoluta oscuridad (laboreo nocturno) puede reducir a la mitad el número de malas hierbas que brotan tras la operación de laboreo. La luz es necesaria para romper la latencia de las semillas de algunas especies de malas hierbas, por lo que si se exponen menos semillas a la luz durante el proceso de laboreo, brotarán menos. Esto puede ayudar a reducir la cantidad de herbicidas necesarios para el control de las malas hierbas.[16]
- Las mayores velocidades, cuando se utilizan determinados aperos de labranza (discos y arados de cincel), conducen a una labranza más intensiva (es decir, hay menos residuos en la superficie del suelo).
- El aumento del ángulo de los discos hace que los residuos se entierren más profundamente. El aumento de su concavidad los hace más agresivos.
- Los arados de cincel pueden tener púas o barridos. Las púas son más agresivas.
- El porcentaje de residuos se utiliza para comparar los sistemas de laboreo porque la cantidad de residuos de cultivo afecta a la pérdida de suelo por erosión.[15][17]

### Arqueología
La labranza puede dañar estructuras antiguas como los túmulos largos. En el Reino Unido, la mitad de los túmulos largos en Gloucestershire y casi todos los túmulos funerarios en Essex han sido dañados. Según English Heritage en 2003, arar con tractores modernos y potentes había causado tanto daño en las últimas seis décadas como la agricultura tradicional en los seis siglos anteriores.